# Calliactis polypus
Calliactis polypus is een zeeanemonensoort uit de familie Hormathiidae. Calliactis polypus werd in 1775 voor het eerst wetenschappelijk beschreven door Peter Forsskål.

## Beschrijving
Calliactis polypus is een tot 8 cm lange zeeanemoon die op het oppervlak van een zeeslakschelp leeft waarin een heremietkreeft is gehuisvest. Op een schelp kunnen meerdere anemonen groeien. De basis is breed met golvende randen en roze strepen en loopt uit over het schaaloppervlak. De kolom is aan de basis breder dan verder omhoog en heeft lichtbruine en witte vlekken en longitudinale strepen. De orale schijf heeft verschillende kransen van lange bruinachtige doorschijnende tentakels met lichtere bases rond de mond.

## Verspreiding
C. polypus wordt gevonden in het Indo-Pacifische gebied en de Rode Zee. Het leeft in de neritische zone op een diepte tot ongeveer 25 meter.

## Ecologie
C. polypus leeft in commensalisme met verschillende soorten heremietkreeften waaronder Dardanus gemmatus. De anemoon vertoont geen neiging zich te hechten aan een buikpotige schelp met of zonder heremietkreeft. De kreeft toont echter grote interesse in de anemoon en tikt en masseert met zijn poten op de basis van de kolom totdat de anemoon ontspant en de pedaalschijf losraakt. De heremietkreeft pakt dan de anemoon op en houdt hem tegen de schelp waarin hij leeft. Zowel de pedaalschijf als de tentakels zijn erg plakkerig en kunnen allebei snel een stevige bevestiging aan de schelp vormen.